# Sport Club Lucena
O Sport Club Lucena (anteriormente conhecido como Sport Club Campina Grande ou Sport Club Lagoa Seca) é uma agremiação esportiva da cidade de Lucena, no estado da Paraíba.. Foi fundado em Campina Grande, posteriormente se realocando para Lagoa Seca, e por fim se mudando em maio de 2024 para o município de Lucena, onde está sediado atualmente.

## História
A equipe começou como uma escolinha de futebol, atuando nas categorias sub-15, sub-17 e sub-21, tornando-se um clube profissional no ano de 2010. Seu primeiro jogo como equipe profissional foi em 27 de maio de 2012 contra o Treze, que venceu por 2 a 0. Em jogos oficiais, o debut foi em julho do mesmo ano, contra a Desportiva Guarabira, que aplicou 6 a 1 na primeira rodada do Campeonato Paraibano de Futebol.
Em 2014, teve sua primeira participação na 1ª divisão estadual, como equipe convidada, juntamente com a Queimadense, para substituir Esporte e Nacional de Patos, que desistiram. Foi rebaixado, com apenas 1 empate e 13 derrotas, tendo o segundo pior ataque da competição (10 gols), ficando na frente apenas da Queimadense, que marcou um gol a menos. Sofreu a maior goleada do campeonato ao perder para o CSP por 9 a 0. Seu único ponto foi conquistado em um empate de 0 a 0 contra a Queimadense na 1ª  rodada. Durante a campanha, o Sport recebeu 150 mil reais de patrocínio da Prefeitura de Campina Grande.
Em 2016, a equipe firmou uma parceria com o Corinthians USA para jogar a segunda divisão paraibana. O clube também aproveitou jogadores da equipe sub-19 do Treze. Em 18 de setembro, o Carneiro da Serra conquistou a primeira vitória de sua história ao derrotar o Serrano por 1 a 0, no Estádio Presidente Vargas, com gol marcado pelo atacante Júlio. Terminou a primeira fase do seu grupo, o Grupo do Agreste, como 2º colocado, estando à frente do Lucena Sport Clube (atual São Paulo Crystal) e atrás do Serrano, garantido portanto sua classificação para as Quartas. Foi eliminado pelo Nacional de Patos, empatando sem gols em casa na partida de ida, e perdendo na volta por 4 a 1.
No ano de 2018, o clube mudou-se de Campina Grande para Lagoa Seca, sendo renomeado para Sport Club Lagoa Seca. No ano seguinte, conquistou o acesso à Primeira Divisão de 2020 juntamente com o São Paulo Crystal. A nova passagem pela divisão principal do futebol paraibano foi desastrosa: além de não ter conseguido liberar o estádio Titão para mandar seus jogos (utilizou o Amigão), o Sport venceu apenas um jogo e perdeu outros 9, ficando com a pior campanha no geral. Rogério Xodó (2 gols), Weverson e Anderson (um gol cada) foram os artilheiros do time, enquanto Jonny ainda fez um gol contra na derrota por 6 a 0 para o Campinense.
Para 2021, o Sport anunciou em setembro a contratação de Marcelinho Paraíba para a disputa da Segunda Divisão, mas o ex-meia pediu demissão 1 mês depois, alegando divergências sobre seu trabalho no clube.
Na temporada 2023, o Sport mandou suas partidas no estádio Carneirão, no município de Cruz do Espírito Santo.
Em maio de 2024, o clube anunciou que disputará a segunda divisão estadual no município de Lucena, recebendo também o apoio da prefeitura. O presidente do Conselho Deliberativo do Sport, Arthur Ferreira, alegou falta de apoio da prefeitura de Lagoa Seca como um dos motivos para a troca de sede.

## Treinadores

### Sport Campina
- Betão Caitano (2012)
- Leonildo Dias (2013–2015)
- Arthur Ferreira (2016–2017)

### Sport Lagoa Seca
- Edson Ferreira (2018)
- Jânio Fialho (2019–2020)[14]
- Cezar Wellington (2020)
- Marcelinho Paraíba (2021, não chegou a comandar o clube em partidas oficiais)
- Ederson Araújo (2021)
- Betão Caitano (2022)
- Leonildo Dias (2022)[15]
- Jânio Fialho (2023)

### Sport Lucena
- Ederson Araújo (2024–)